# 北上大橋
北上大橋（日语：／）是日本的一座公路桥梁，位于岩手縣一关市，跨越北上川，承载国道284号的薄衣繞道，全长482米，宽9.5米，2003年建成通车，获得当年的土木學會田中獎。